# Hatkî (Velîka Luka), Ternopil
Hatkî (în ucraineană Хатки) este un sat în comuna Velîka Luka din raionul Ternopil, regiunea Ternopil, Ucraina.

## Demografie
Componența lingvistică a localității Hatkî
     Ucraineană (100%)
Conform recensământului din 2001, toată populația localității Hatkî era vorbitoare de ucraineană (100%).